# Luan Memushi
Luan Memushi (luan mɛmuʃi; Salaria, 1951. november 11. –) albán biológus, politikus, pedagógus. 2002-től 2005-ig Albánia oktatásügyi minisztere, 2002-ben rövid ideig tudományos minisztere volt.

## Életútja
Dél-Albániában, egy Tepelena melletti faluban született. Felsőfokú tanulmányait a Tiranai Egyetem természettudományi szakán végezte, biokémikusi diplomával hagyta el az egyetemet. 1973–1974-ben egy memaliaji általános iskolában tanított, 1974-től 1982-ig pedig egy tepelenai középiskola biológiatanára volt. 1982-ben átkerült a kamzai Mezőgazdasági Főiskolára, ahol 1987-ig főként növénybiológiát oktatott. 1987-ben köztisztviselői pályára lépett, 1992-ig az oktatásügyi minisztérium iskola-nyilvántartási főosztályát vezette, de ezzel párhuzamosan külsős óraadóként az oktatást is folytatta Kamzában. 1992-től alma matere, a Tiranai Egyetem természettudományi karának tanára volt.
1997-ben az Albán Szocialista Párt színeiben bejutott az albán nemzetgyűlésbe, 1999-től 2005-ig a pártot irányító igazgatótanács tagja volt. 2002. február 25-étől július 25-éig Pandeli Majko kormányának oktatásügyi és tudományos minisztere volt, majd 2005. szeptember 10-éig Fatos Nano kormányaiban vezette az oktatási tárcát. Minisztériumvezetői évei alatt csatlakozott Albánia a bolognai folyamathoz, ekkor jött létre a Felsőoktatási Akkreditációs Tanács, valamint átszervezték az alap- és középoktatás rendszerét. 2009-ben kilépett a pártjából, és csatlakozott a Szocialista Mozgalom az Integrációért politikai formációhoz. A 2009-es nemzetgyűlési választáson már új pártja színeiben indult, de nem jutott be a parlamentbe.

## Főbb művei
- Luan Memushi: Dukuri të botës së gjallë (’Az élővilág jelenségei’). Tiranë: 8 Nëntori. 1980.   125 o.
- Araksi Lara – Luan Memushi: Praktikumi i botanikës (’Botanikai praktikum’). Tiranë: Instituti i Lartë Shtetëror Bujqësor. 1984.   177 o.
- Agim Hasko – Luan Memushi: Botanika për fakultetin e Veterinarisë (’Botanika az állatorvosi kar számára’). Tiranë: Instituti i Lartë Bujqësor. 1985.   343 o.
- Luan Memushi: Zhvillimi i koncepteve në biologjinë e përgjithshme (’Az általános biológiai elméletek fejlődése’). Tiranë: SHBLSH. 1990.   175 o.
- Luan Memushi: Biologjia humane (’Humánbiológia’). Tiranë: SHBLU. 1997.   358 o.
- Luan Memushi: Antropologjia (’Antropológia’). Tiranë: SHBLU. 2000.   403 o.